# Cattedrale di San Patrizio (Toowoomba)
La cattedrale di San Patrizio (in inglese: St Patrick's Cathedral) è il principale luogo di culto cattolico della città di Toowoomba, in Australia, e sede vescovile della diocesi di Toowoomba.

## Storia
L'attuale cattedrale è la terza chiesa dedicata a San Patrizio ad essere eretta in James Street, a Toowoomba. La prima chiesa risale al 1863, era un piccolo edificio i legno, ampliato nel 1880, ed è andata distrutta in un incendio il giorno dopo il completamento.
Una nuova chiesa dedicata a San Patrizio è stata eretta in poco più di due settimane, anch'essa in legno.
L'attuale cattedrale di San Patrizio risale al 1883, con la posa della prima pietra. Costruita in stile neogotico su progetto dell'architetto James Marks, la cattedrale è stata ufficialmente benedetta e inaugurata il 17 marzo del 1889. La chiesa è stata elevata a cattedrale ed è stata inaugurata il 24 marzo 1935.